# Folegandros
Folegandros är en grekisk ö i Egeiska havet. Den ingår i ögruppen Kykladerna och är känd som en lugn ö utan annat nöjesliv än restauranger och kaféer. Dess närmaste grannar är Sikinos  i öster och Sifnos i norr. Dess yta är 32 km² och befolkningen uppgår till nästan 700 personer. Huvudorten Chora ligger ungefär mitt på ön, invid en brant som stupar 200 meter ner till havet. Orten är känd för sina tre torg kring vilka tavernorna är koncentrerade. Övriga orter är Ano Meria och Karavostasis (där hamnen är belägen).